# Kap Skyli
Koordinaten: 37° 26′ 10,5″ N, 23° 31′ 14,6″ O

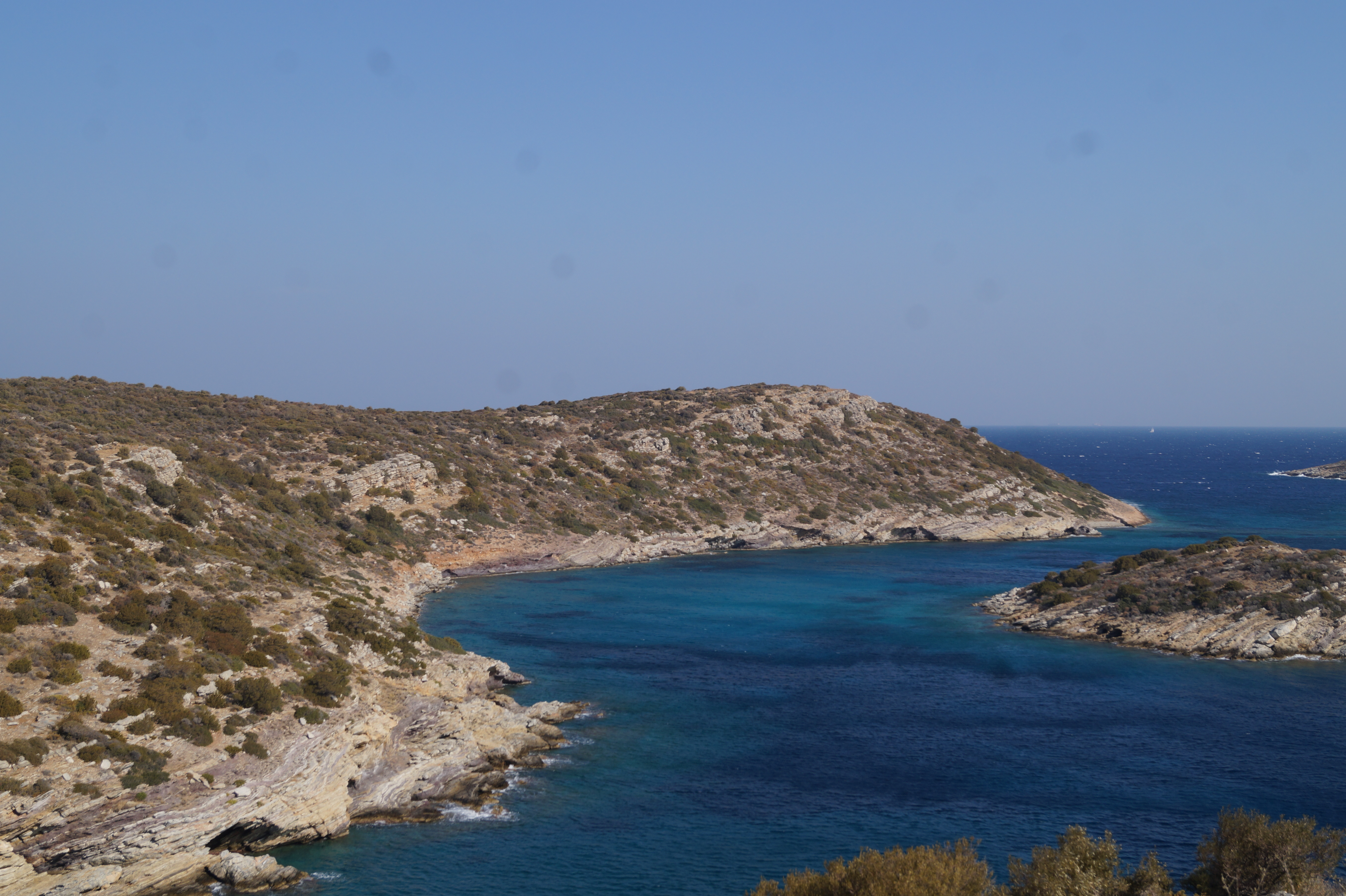
Kap Skyli, links sieht man die Insel Gali

Kap Skyli (griechisch Κάβο Σκυλί), Kap Skylläum oder Kap Skyllaion (altgriechisch Ακρωτήριο Σκύλλαιο) ist der östlichste Punkt der Peloponnes. Das Kap gehört wie die vorgelagerten Tselevinia-Inseln, Spathi und Skylli, zur Gemeinde Poros.

## Benennung
Nach der griechischen Sage wurde das Kap nach Skylla, der Tochter des megarischen Königs Nisos, benannt. Sie soll sich in den kretischen König Minos verliebt haben, der ihre Heimatstadt belagerte. Durch ihren Verrat fiel die Stadt und sie segelte schließlich mit ihm nach Kreta. Minos verabscheute jedoch den Verrat gegen ihren Vater und ließ Skylla ins Meer werfen. Ihr Leichnam wurde am Kap Skyli angespült und von Seevögeln verschleppt. Aus diesem Grund soll auch kein Grab existieren. Die Halbinsel wird auch Tselevinia genannt. Dieser Name stammt aus der arvanitischen Sprache und zeigt, dass man die Höhen der Halbinsel zur Überwachung der Seewege nutzte (arvanitisch «Τσέλιε-βένιε» = aufpassen, ob jemand kommt).

## Geografie
Das etwa 320 m breite Vorgebirge erstreckt sich im Osten der argolischen Halbinsel etwa 700 m weit nach Osten ins Meer und erreicht eine Höhe von etwa 50 m. Schon in der Antike galt das Kap Skyli als Grenze zwischen dem Saronischen Golf im Norden und dem Argolischen Golf im Westen. Zu dieser Zeit verlief eine Straße vom westlichen Hermione über das Heiligtum der Demeter Thermasia zum Kap und weiter nach Troizen.
Westlich des Kaps liegen die Inseln Spathi und Skylli und südlich die kleine Insel Gali. Im Südwesten grenzt die kleine Halbinsel an, auf der sich die Ruinen der mittelalterlichen Burg von Tselevinia befinden.